# Irlanda en los Juegos Europeos de Bakú 2015
Irlanda participó en los Juegos Europeos de Bakú 2015 con una delegación de 63 deportistas. Responsable del equipo nacional fue la Federación Olímpica de Irlanda, así como las federaciones deportivas nacionales de cada deporte con participación.
La portadora de la bandera en la ceremonia de apertura fue la boxeadora Katie Taylor.

## Medallistas
El equipo de Irlanda obtuvo las siguientes medallas:
| Nombre                 | Deporte   | Competición             |
| ---------------------- | --------- | ----------------------- |
| Oro                    |           |                         |
| Katie Taylor           | Boxeo     | Ligero (–60 kg) F       |
| Michael O'Reilly       | Boxeo     | Medio (–75 kg) M        |
| Plata                  |           |                         |
| Brendan Irvine         | Boxeo     | Mosca ligero (–49 kg) M |
| Bronce                 |           |                         |
| Sam Magee Joshua Magee | Bádminton | Doble M                 |
| Sam Magee Chloe Magee  | Bádminton | Doble mixto             |
| Sean McComb            | Boxeo     | Ligero (–60 kg) M       |